# The Skydivers
The Skydivers ist ein US-amerikanisches Filmdrama von Coleman Francis aus dem Jahr 1963.

## Handlung
Beth und ihr Mann Harry betreiben eine Fallschirmsprungschule. Erst vor Kurzem hat Harry Mechaniker Frank wegen Trunkenheit gefeuert. Franks Frau Suzy sucht Harry weiterhin auf, haben beide doch ein Verhältnis. Beth hat kurz darauf beim Start eines Leichtflugzeugs große Probleme; offensichtlich wurde das Flugzeug manipuliert. Harry versucht, sich von Suzy zu trennen, zumal Beth hinter die Beziehung kommt. Auch Frank hat erkannt, dass seine Frau ihn betrügt; Harry erwischt ihn beim Manipulieren eines Flugzeugs und droht ihm Schläge an, sollte er sich jemals wieder in der Sprungschule sehen lassen.
Beth und Harry erhalten Post von Harrys altem Freund Joe. Harry stellt Joe kurzerhand als Mechaniker in der Schule ein, reagiert aber bald eifersüchtig auch die Vertrautheit von Beth und Joe. Die Flugschule gerät unterdessen in finanzielle Bedrängnis, da Sprungschüler Pete bei einem Sprung aus ungeklärter Ursache seinen Fallschirm nicht aktiviert und in den Tod stürzt. Bis zur Klärung des Falls muss die Schule geschlossen bleiben. Bei einem Barbesuch sieht Harry Suzy wieder und weist sie ab. Sie will sich nun rächen. Sie kauft Säure und schüttet sie heimlich in Harrys Fallschirm, als dieser mit anderen Springern ein Nachtspringen plant und sich gerade auf der vorher stattfindenden Party aufhält. Beim Sprung zerfrisst die Säure Harrys Schirm und er stirbt. Da Suzy und Frank beim eiligen Verlassen des Hangars gesehen wurden, beginnt eine Jagd auf beide, bei der sie erschossen werden. Joe bietet Beth an, mit ihr die Sprungschule weiterzuführen, doch lehnt sie sein Angebot ab. Er fährt und auch sie packt ihre Sachen und begibt sich nun ganz in Schwarz zu ihrem Wagen.

## Produktion
The Skydivers war nach The Beast of Yucca Flats (1961) der zweite Film, bei dem Coleman Francis Regie führte. Er verfasste zudem das Drehbuch. The Skydivers wurde wie Francis’ Erstlingswerk von Crown International Pictures vertrieben. Als Produzent fungierte Anthony Cardoza, der auch die Hauptrolle des Harry übernahm. Jimmy Bryant tritt zum Ende des Films mit den Liedern Tobacco Worm und Ha-So – Stratosphere Boogie auf. Er spielt dabei unter dem Titel Jimmy Bryant & His Night Divers.
The Skydivers kam am 13. November 1963 in die US-amerikanischen Kinos. Die Comedy-Fernsehreihe Mystery Science Theater 3000 (MST3K) stellte den Film am 27. August 1994 vor, wobei er im Stil der Reihe humoristisch kommentiert wurde.

## Kritik
Im Buch In the Peanut Gallery with Mystery Science Theater 3000 wird The Skydivers als bester der drei Coleman-Francis-Filme bewertet, der dennoch nicht als professionell gedreht angesehen werden könne. Der Film sei öde, mit ebenso langweiligen Darstellern, und enthalte zahlreiche abrupte Szenenwechsel und unzusammenhängende Szenen.